# Baudrecourt (Haute-Marne)
Baudrecourt ist eine französische Gemeinde mit 85 Einwohnern (Stand 1. Januar 2022) im Département Haute-Marne in der Region Grand Est. Sie gehört zum Kanton Joinville und zum Arrondissement Saint-Dizier. 

## Geografie
Die Gemeinde Baudrecourt liegt am oberen Blaiseron, etwa 27 Kilometer südlich von Saint-Dizier. Sie ist umgeben von folgenden Nachbargemeinden:
| Courcelles-sur-Blaise   | Dommartin-le-Franc                          |                   |
| Dommartin-le-Saint-Père | Kompassrose, die auf Nachbargemeinden zeigt | Charmes-la-Grande |
|                         | Doulevant-le-Château                        |                   |

## Bevölkerungsentwicklung
| Jahr                       | 1962 | 1968 | 1975 | 1982 | 1990 | 1999 | 2008 | 2018 |
| -------------------------- | ---- | ---- | ---- | ---- | ---- | ---- | ---- | ---- |
| Einwohner                  | 160  | 161  | 134  | 116  | 114  | 105  | 124  | 90   |
| Quellen: Cassini und INSEE |      |      |      |      |      |      |      |      |